# Бромид трис(этилендиамин)кобальта(III)
Бромид трис(этилендиамин)кобальта(III) — неорганическое соединение,
комплексная соль кобальта, этилендиамина и бромистоводородной кислоты
с формулой [Co(C2H8N2)3]Br3,
растворяется в воде,
образует кристаллогидраты — жёлтые кристаллы,
имеет оптические изомеры.

## Получение
- Рацемат получают пропусканием воздуха через раствор хлорида кобальта и этилендиамина с последующим добавлением соляной кислоты и бромида натрия.

- Рацемат разделяют на оптические изомеры действием оптически активной солью тартрата серебра с последующим действием бромистоводородной кислотой.

## Физические свойства
Бромид трис(этилендиамин)кобальта(III) образует кристаллогидраты — жёлтые кристаллы, состав которых зависит от оптической активности соли:
- dl-[Co(C2H8N2)3]Br3•3H2O
- d- или l-[Co(C2H8N2)3]Br3•2H2O

Растворяется в воде.